# Marldon
Marldon är en ort och civil parish i South Hams i Storbritannien. Den ligger i grevskapet Devon och riksdelen England, i den södra delen av landet, 270 km väster om huvudstaden London. Marldon ligger 149 meter över havet och antalet invånare är 1 838.
Terrängen runt Marldon är platt. Havet är nära Marldon åt sydost. Runt Marldon är det mycket tätbefolkat, med 1 135 invånare per kvadratkilometer. Närmaste större samhälle är Paignton, 3,0 km sydost om Marldon. Trakten runt Marldon består i huvudsak av gräsmarker.